# Kem hầm
Kem hầm (クリームシチュー kurīmu shichū) là một món Yōshoku nổi tiếng bao gồm thịt, thường là thịt gà hay thịt lợn, và  rau củ trộn (hành tây, cà rốt, khoai tây và bắp cải), nấu trong roux trắng đặc. Rau củ được áp chảo trước khi thịt được thêm nước. Bề mặt chất béo được loại bỏ bằng cách tẩy dầu mỡ và sau đó thêm roux vào. Roux ăn liền phổ biến ở Nhật, để làm cà ri Nhật Bản, nghĩa là một khối từ một hộp. Roux có thể được nấu từ đầu. Tương Roux chảy từ nhiệt và hòa tan với nước để làm món hầm đặc. Sữa cũng có thể dùng thay nước, để làm món hầm giống kem hơn.